# Agència de Surat
L'agència de Surat fou una entitat administrativa britànica a l'Índia formada per un grup de petits estats a la presidència de Bombai, sota control d'un agent polític amb residència a Surat.
La superfície era de 5.076 km² i la població el 1901 de 179.975 habitants. tenia dues ciutats i 644 pobles i la majoria de la població era hindú amb només 5-537 musulmans.
Estava format pels següents estats:
- Sachin, governat per una branca dels sidis de Janjira, amb una sèrie de territoris separats dins el districte de Surat.
- Bansda (a les muntanyes entre els districtes de Khandesh, Nasik, Thana i Surat)
- Dharampur (a les muntanyes entre els districtes de Khandesh, Nasik, Thana i Surat)
- Els Dangs, un grup de petits estats.

## Història
Durant el segle xix va portar el nom d'agència de Khandesh que va canviar per Surat vers el 1880; aleshores els Dangs no en feien part. Vers 1900 hi foren agregats els Dangs. Vers 1933 va agafar el nom d'Agència dels Estats del Gujarat i el 1944 fou unida a la residència de Baroda i a l'agència dels Estats Occidentals formant l'agència de Baroda, Estats Occidentals i Gujarat.